# Claudio Slemenson
Claudio Alberto Slemenson (Buenos Aires, 29 de enero de 1955 - San Miguel de Tucumán, 4 de octubre de 1975) fue un militante popular argentino desaparecido en San Miguel de Tucumán.
Fue uno de los dirigentes fundacionales de la Unión de Estudiantes Secundarios (UES) nacional. El «Barbeta» Slemenson, como uno de los cuatro consejeros juveniles, fue miembro titular por la Rama Juvenil del Consejo Superior del Movimiento Peronista Auténtico. 
Militaba en la Organización Montoneros.

## Biografía
Vivió sus primeros años en Villa del Parque. Su familia se mudó numerosas veces de modo que asistió a diferentes escuelas primarias.
En 1968, ingresó al Colegio Nacional de Buenos Aires (CNBA) donde cursó toda la secundaria. Durante su adolescencia tocó la batería en un conjunto llamado “Algo”.
Estaba en pareja con Rosana J. Szafirstein (detenida desaparecida el 11 de octubre de 1977), alumna del Escuela Superior de Comercio Carlos Pellegrini.

## Militancia
En 1973 comenzó su militancia en el peronismo.
Empezó en la Agrupación Secundaria Evita Montonera. Esta se convirtió en la Unión de Estudiantes Secundarios (UES). En 1974 fue nombrado delegado de la Regional I.
Fue uno de los que firmaron el comunicado mediante el cual la JP se opuso al gobierno tripartito propuesto por el gobierno de Perón.
A partir de 1974 se creó la Coordinadora de Estudiantes Secundarios (CES) en la cual Slemenson participó como representante de la UES.
Fue miembro titular - uno de los cuatro consejeros, junto a Rodolfo Galimberti - por la Rama Juvenil del Consejo Superior del Movimiento Peronista Auténtico, luego convertido en el Partido Peronista Auténtico.
En el año 1974 ingresó a la Facultad de Agronomía de la Universidad de Buenos Aires donde solo llegó a cursar las primeras materias.
Viajó a Panamá como dirigente nacional de la UES y conoció al presidente panameño Omar Torrijos Herrera.
Participó en una reunión de todos los dirigentes del Peronismo Revolucionario, con Juan Domingo Perón.
Viajó a la ciudad de Cafayate, provincia de Salta, y participó en un campamento que la UES organizó para brindar ayuda solidaria.
Fue fundador de la UES en Tucumán.

## Desaparición
Como responsable nacional de la UES, fue detenido y desaparecido durante el Operativo Independencia durante la presidencia constitucional de María Estela Martínez de Perón (1974-1976), e integra al día de hoy la lista de los desaparecidos, víctimas del terrorismo de Estado entre 1975 y 1980. Su cuerpo nunca fue encontrado ni se tiene noticias de la fecha y lugar de asesinato.
El Operativo Independencia tenía como objetivo aniquilar grupos guerrilleros del Ejército Revolucionario del Pueblo (ERP), y a los militantes enviados a apoyarlos, que buscaban crear un «foco revolucionario» en el monte tucumano
El 4 de octubre de 1975 en la Ciudad de San Miguel de Tucumán, en uno de los viajes que realizaba por las provincias para reunirse con otros delegados de la UES, fue detenido mientras asistía a un asado junto a Raúl Trenchi. En ese mismo operativo secuestraron a Amalia C. Moavro (embarazada de 4 meses) y su compañero Héctor M. Patiño. Todos continúan desaparecidos.
En el momento del secuestro Claudio tenía 20 años.
Se sabe por testimonios que estuvo unos días en el Departamento de Policía de San Miguel de Tucumán y luego fue trasladado a la Escuelita de Famaillá, que había sido convertida durante ese gobierno peronista, en febrero de 1975, por el Operativo Independencia, en un centro clandestino de detención.

## Colocación de Baldosa recordatoria
El 4 de octubre de 2008, los Vecinos de Almagro y Balvanera junto a los demás Barrios x Memoria y Justicia, coloca una baldosa recordatoria de Claudio Slemenson en la vereda del edificio donde vivió entre los años 1972 y 1974, en la calle 3 de febrero de 1248 del barrio de Belgrano. Una vez más se marcan los pasos en esta ciudad de los militantes populares secuestrados asesinados por el terrorismo de Estado, antes o durante la última dictadura militar. 

## Documental
"El futuro es nuestro"  es una serie documental de Virna Molina y Ernesto Ardito que hace memoria sobre la militancia en el CNBA, desde los tiempos de ilusión hasta las desapariciones durante la dictadura militar y impacto. Hace foco sobre casos notorios del CNBA, como Eduardo Beckerman y Slemenson, dirigentes nacionales de la UES, pero también sobre militantes de base, menos conocidos.
Molina quedó impresionada por la formación, la lucidez y la solidaridad de estos jóvenes. Se destaca la historia de  Slemenson, quien desapareció cuando todavía no se conocía la figura del desaparecido, por lo que durante mucho tiempo, para su familia, solo "estaba preso" pero "no lo encontraban por ningún lado". El documental, que tras su emisión en televisión tiene una versión largometraje, se elaboró con materiales y testimonios de los amigos y familiares de los desaparecidos.

## El Juicio
En 2016 dio comienzo el XII Juicio por delitos de lesa humanidad en la provincia de Tucumán: la histórica causa "Operativo Independencia". Adriana Slemenson, declaró por el secuestro y desaparición de Claudio, su hermano mellizo. El fiscal Pablo Camuña anticipó que consideró probados los 271 hechos que llegaron a juicio oral y la responsabilidad de los 17 acusados. Describió el contexto histórico, la normativa y los reglamentos militares que diseñaron el terrorismo de Estado en la provincia y que luego fueron implementados en todo el país. Definió el Operativo Independencia como "una ocupación del Ejército en el propio territorio argentino".
El 15 de septiembre de 2017, ante casi mil personas que se habían concentrado frente al Tribunal Oral en lo Criminal Federal de Tucumán, se leyó la sentencia de la megacausa “Operativo Independencia”, la más grande hasta aquí realizada en la provincia.
Luego de más de un año y cuatro meses de audiencias y la producción de numerosas pruebas que incluyeron la declaración de muchos testigos, el Tribunal resolvió absolver a siete de los 17 imputados y condenar al resto -seis a prisión perpetua y cuatro a penas menores, a cumplir con prisión domiciliaria. El fallo fue criticado por los organismos de derechos humanos disconformes con las absoluciones y con la prisión domiciliaria.